# Parhyalella steelei
Parhyalella steelei is een vlokreeftensoort uit de familie van de Dogielinotidae. De wetenschappelijke naam van de soort is voor het eerst geldig gepubliceerd in 2001 door Lazo-Wasem & Gable.